# Église Saint-Théodule de Villy-le-Pelloux
Pour les articles homonymes, voir Église Saint-Théodule.
L’église Saint-Théodule de Villy-le-Pelloux est un édifice religieux catholique, situé dans le département de la Haute-Savoie, sur la commune de Villy-le-Pelloux.

## Historique
La paroisse est citée en 1311.
Le chœur de l'église est consacré en 1481, de style gothique avec une baie à meneau et remplage tréflé. Il semble cependant que le reste de l'église soit plus ancien.
L'édifice est reconstruit en 1694.

## Description

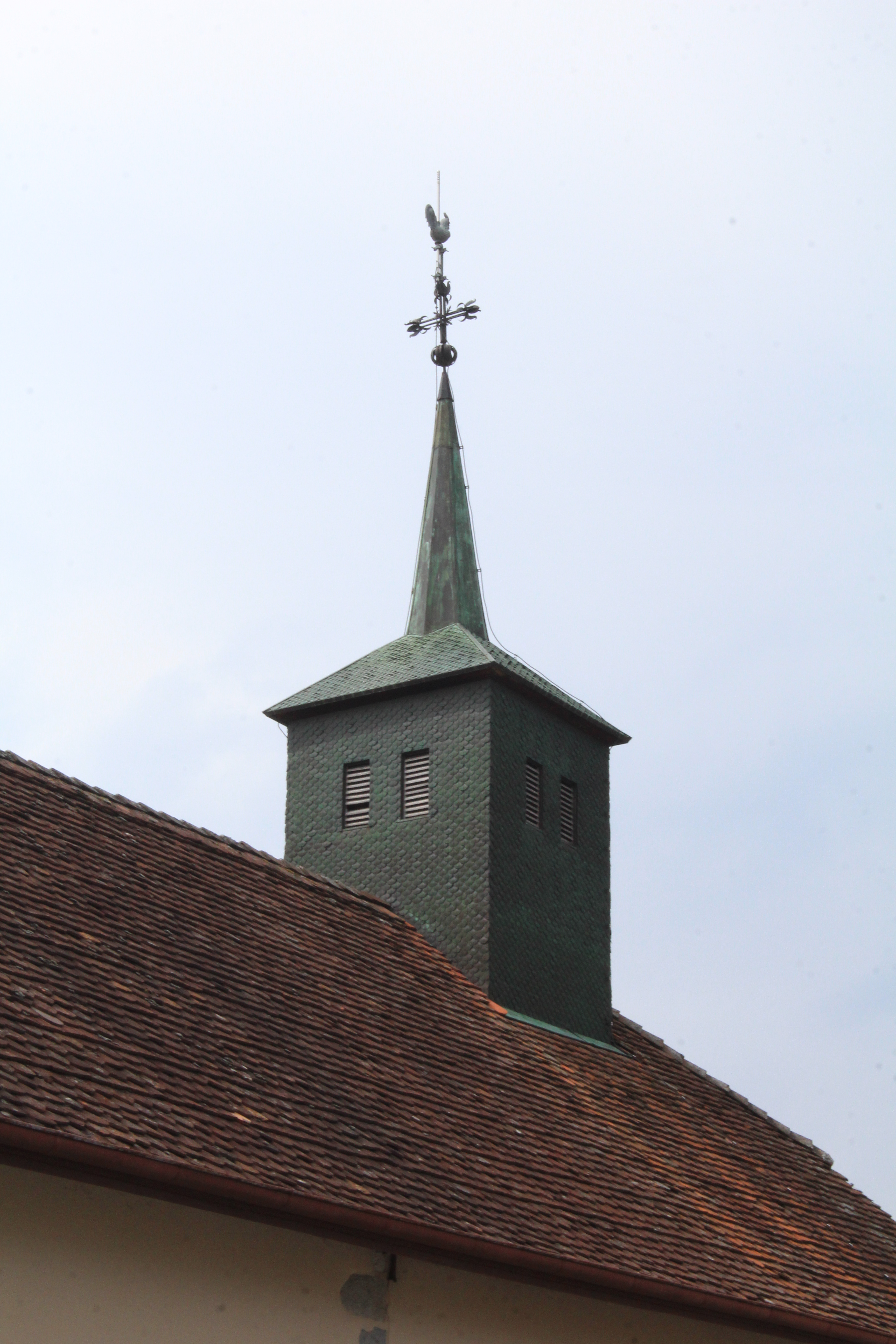
Clocher.

L'édifice de 1694 est complété par l'ajout de l'avant nef surmonté d'un petit clocher carré terminé par une flèche, puis une autre construction derrière le chevet a été ajoutée quelques années plus tard.